# Fédération algérienne d'aïkido
 (janvier 2018).

La Fédération algerienne d'aikido a été créé avec l'approbation du ministère de la Jeunesse et des Sports à la suite de la publication du décret ministériel conjoint n° (14-330) du 27 novembre 2014, spécifique aux modalités d'organisation et de fonctionnement des fédérations sportives nationales.
Son rôle est maintenant de réunir la famille de l'aikido sous tous ses aspects et de travailler à la création d'une association étatique dans chaque État et de continuer à construire les projets de développement du sport continental et maghrébin et à atteindre le niveau international.

## Histoire
Le nombre de participants, de praticiens et de promoteurs augmente de plus en plus dans le sport de l'aïkido en Algérie: il y a actuellement environ 39 000 États et environ 100 000 personnes dans les ceintures noires, l'Algérie est membre fondateur de la Fédération internationale d'aïkido en 1975; Un ressortissant de l'année 92[Quoi ?] avant de se joindre à d'autres écoles d'arts martiaux sous une bannière fédérale.

## Le premier forum national
Le premier forum organisé par la Fédération le 28 décembre 2017 a été suivi par le ministre de la Jeunesse et des Sports, Hedi Ould Ali.